# Фельдман, Мортон
Мо́ртон Фе́льдман (англ. Morton Feldman; 12 января 1926, Нью-Йорк — 3 сентября 1987, Буффало) — американский композитор и педагог.

## Биография
Фельдман родился 12 января 1926 года в Нью-Йорке, в семье Ирвинга Фельдмана (1893, Переяслав — 1985, Нью-Йорк) и Фрэнсис Фельдман (урождённой Брескин; 1897, Бобруйск — 1984, Нью-Йорк). Родители будущего композитора были еврейскими эмигрантами из Российской Империи: отец эмигрировал в США в 1910 году, мать — в 1901 году с родителями Меером Брескиным и Этл Зельдиной. Они поженились в 1917 году и позже владели прачечными и текстильными магазинами, в которых работал (а позже продолжал семейный бизнес до приглашения преподавать в Университет Буффало) молодой Мортон. Своё музыкальное образование Фельдман получил у музыкантов, связанных с Ферруччо Бузони. Учительницей фортепиано Фельдмана была Вера Маурина-Пресс, также учившаяся у Бузони и известная своим участием в трио с мужем — скрипачом Михаилом Прессом и его братом — виолончелистом Иосифом Прессом, которая к тому же поддерживала дружеские отношения с А. Н. Скрябиным. Первым учителем композиции был американский композитор Уоллингфорд Риггер, получивший образование в Европе. Риггер вместе с Генри Коуэллом были из окружения Чарлза Айвза, и являлись самыми радикальными американскими «модернистами» своего времени. Следующим учителем Фельдмана стал Стефан Вольпе — ученик знаменитых композиторов и педагогов начала XX века: Шрекера, Юона, Бузони и Веберна. Вольпе был не просто замечательным педагогом (среди его учеников — Чарльз Вуоринен и Дэвид Тюдор), но довольно сильным и интересным композитором, восхищавшим своим творчеством такого титана, как Эллиотт Картер. Учась у Вольпе, Мортон Фельдман пишет музыку близкую «Новой венской школе». Характерны фортепианные «Иллюзии» (1948).
В один из вечеров 1950 года Димитрис Митропулос в Карнеги-холл исполнял Симфонию ор. 21 Антона Веберна и «Симфонические танцы» Сергея Рахманинова. После исполнения Веберна из зала вышли два взволнованных человека, потрясенные этой музыкой. Это были Джон Кейдж и Мортон Фельдман, ставшие с того вечера друзьями. Днем Мортон работал у своих родителей и дяди, а ближе к ночи ходил на встречи к Кейджу, где собирались художники и поэты. Там Фельдман познакомился и сблизился с художниками — представителями «абстрактного экспрессионизма» — Филиппом Густоном и Джексоном Поллоком. Из поэтов — с Фрэнком О’Хара.
В 1976 году Фельдман знакомится с семидесятилетним классиком ирландской литературы — Сэмюэлем Беккетом. Случилось это в Берлинском Театре Шиллера. Оказалось, что они оба не очень любят оперу, в связи с чем решили сочинить свою собственную оперу. Беккет написал либретто, а Фельдман — музыку. Опера «Neither» была написана для сопрано и оркестра. Длительность оперы составляла менее 50 минут, и это притом, что 2-й квартет Фельдмана длился 6 часов, а самые короткие миниатюры — минимум минут пять. Фельдман часто давал своим произведениям названия такого рода: «Фортепиано», «Флейта и оркестр», «Джону Кейджу», «Сэмуэлю Беккету» и т. п. Беккет ценил музыку Фельдмана, и у них была ещё одна совместная работа для радио. Последним оркестровым сочинением Мортона Фельдмана стало «Сэмюэлю Беккету». Также Беккет попросил его написать музыку к его «Cascando», но этому не суждено было быть из-за смерти Фельдмана в 1987 году.
Фельдман, несмотря на свой тихий и углубленный в себя стиль музыки, был очень общительным человеком. Он довольно много путешествовал, был большим коллекционером современного искусства. Фельдмана приглашали вести курсы в Дармштадте, где он однажды вдруг всех поразил, сказав: «Люди, которых вы считаете консервативными, могли быть действительно радикальными» — и начал напевать пятую симфонию Сибелиуса.
Бизнес его семьи и родственников принес большой доход, и в конце жизни Фельдман стал обладателем довольно большого состояния, которое он часто тратил на бедных композиторов и художников.
В 1973 году Фельдмана пригласили преподавать в Университет Буффало, где Фельдман и проработал до самой смерти. Среди его учеников: Джулиус Истмэн — наделенный большим талантом, композитор, пианист и вокалист (участвовал в записях сценических сочинений П. М. Дэвиса), Бунита Маркус и жена Фельдмана — композитор Барбара Монк.

## Стиль
К началу 50-х начинает формироваться оригинальный и узнаваемый фельдмановский стиль. Обилие повторов (обычно чуть-чуть изменяющихся), хроматизированные гармонии, неожиданные паузы. Интересна и музыкальная форма: музыка состоит как бы из кусочков (или «моментов»), которые чередуются и чуть-чуть изменяются. Этот каждый «кусочек» вновь и вновь появляется и даже развивается; можно найти общее и с паттернами — некий комплекс звуков, обычно вертикально изложенных (либо одновременно взятый аккорд, либо разложенный, арпеджированный). В основном звуковысотное положение данного «кусочка» не меняется, за исключением переноса на октаву (есть, конечно и исключения). Все основные изменения — во времени, в ритме. Однако у Фельдмана есть много сочинений (до 1970-х), где этого почти нет, но сохраняются чисто фельдмановские созвучия: неопределенные ритм и метр, отсутствие частых динамических изменений. Музыка Фельдмана в определённом смысле схожа с произведениями минималистов: в ней присутствуют повторы с незначительными изменениями, статичность формы, медитативность. С другой стороны, от таких американских минималистов, как Стивен Райх и Терри Райли, Фельдмана отличает: 1) почти полное отсутствие диатоники, торжество хроматики; 2) аккордовый склад, сонорика; 3) совершенно другие стилистические и образные ассоциации. Поэтому уместнее Фельдмана называть представителем «абстрактного экспрессионизма» в музыке (в изобразительном искусстве это направление представляют Джексон Поллок, Марк Ротко и Филипп Густон — с кем Фельдман общался с 1950 года). В сочинениях 50-х применяет графическую нотацию (цикл пьес для различных инструментов «Projections»).